# Mod toppen af bjerget
|  | Denne artikel er oprettet af botten Steenthbot ud fra en ekstern database. Den kan derfor have sproglige fejl eller mangler. Denne skabelon kan fjernes efter kontrol af indholdet. |

Mod toppen af bjerget er en dansk børnefilm fra 2015 instrueret af Jacob Thomas Pilgaard.

## Handling
Soldaten Patrick er på vej hjem til sin fars begravelse, da han møder blafferen Louise. De følges videre, og Louise hjælper Patrick med at håndtere sandheden omkring farens død.

## Medvirkende
- Adam Brix, Patrick
- Marie Mailand, Louise
- Amanda Collin, Rebecca
- Kim Westi, Nielsen
- Ulla Ankerstjerne, Mor
- Ian Skøtt, William
- Steven Singh, Michael